# دانيلو كاراندو
دانيلو إيزيكيل كاراندو (بالإسبانية: Danilo Carando) (مواليد 5 أغسطس 1988) لاعب كرة قدم أرجنتين يجيد اللعب في الهجوم .
لعب سابقاً في قطر في أندية الأهلي وقطر و نادي الفجيرة الإماراتي .

## روابط خارجية
- دانيلو كاراندو على موقع قاعدة بيانات كرة القدم.إي يو (الإنجليزية)
- دانيلو كاراندو على موقع Soccerway.com (الإنجليزية)
- دانيلو كاراندو على موقع عالم كرة القدم.نت (الإنجليزية)